# Aubach (Isar)
Der Aubach ist ein linker Zufluss der Isar in Oberbayern.
Der Aubach entsteht westlich des Weilers Beindlhof. Er fließt im gesamten Verlauf in weitgehend östlicher Richtung und mündet bei der Ortschaft Arzbach in die Isar.